# Riverbank (Kalifornien)
Riverbank ist eine Stadt im Stanislaus County im US-Bundesstaat Kalifornien mit 24.865 Einwohnern (Stand: 2020).
Die geographischen Koordinaten sind: 37,73° Nord, 120,95° West. Das Stadtgebiet hat eine Größe von 8,3 km².